# Diocesi di Tipasa di Mauritania

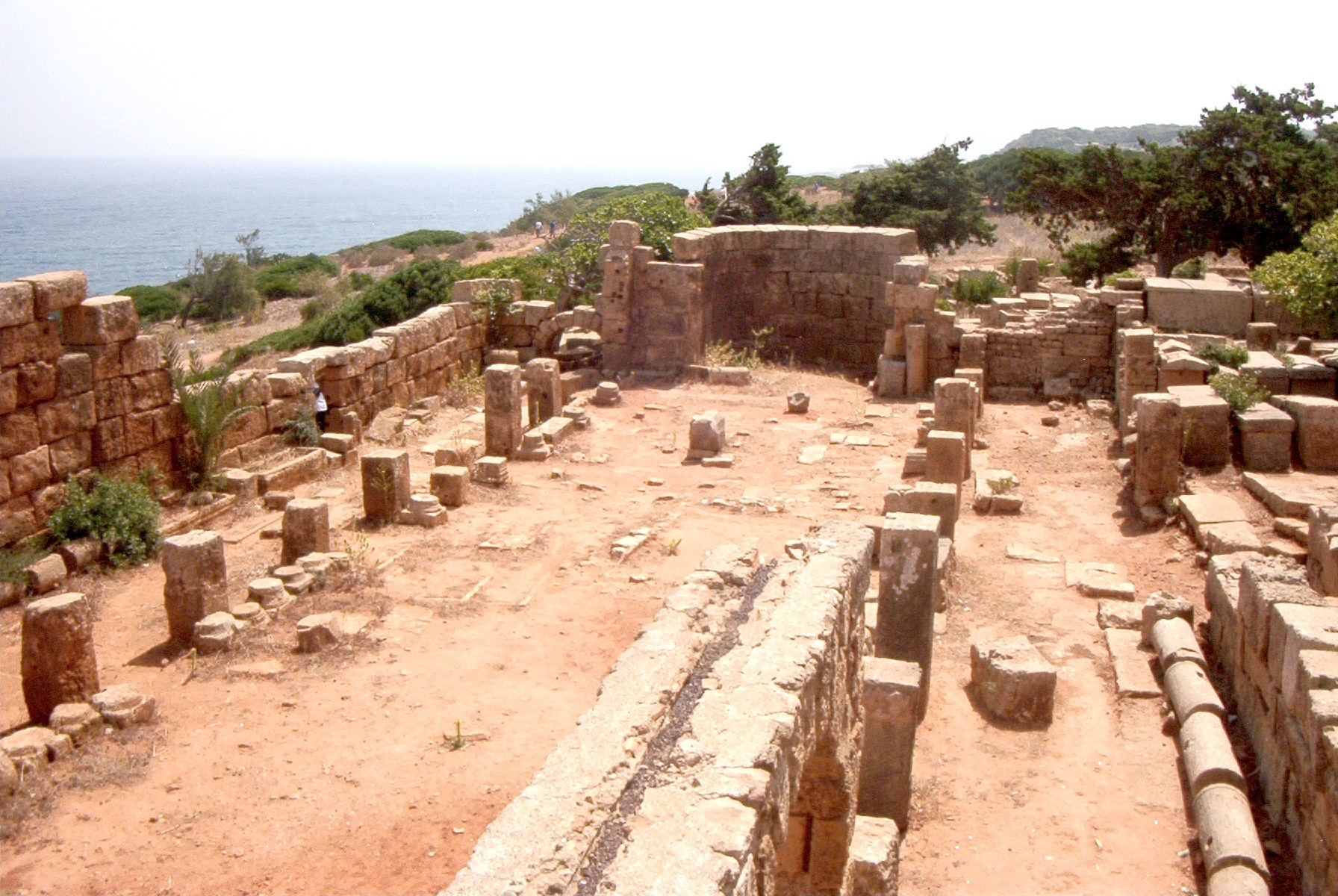
La basilica di Santa Salsa.

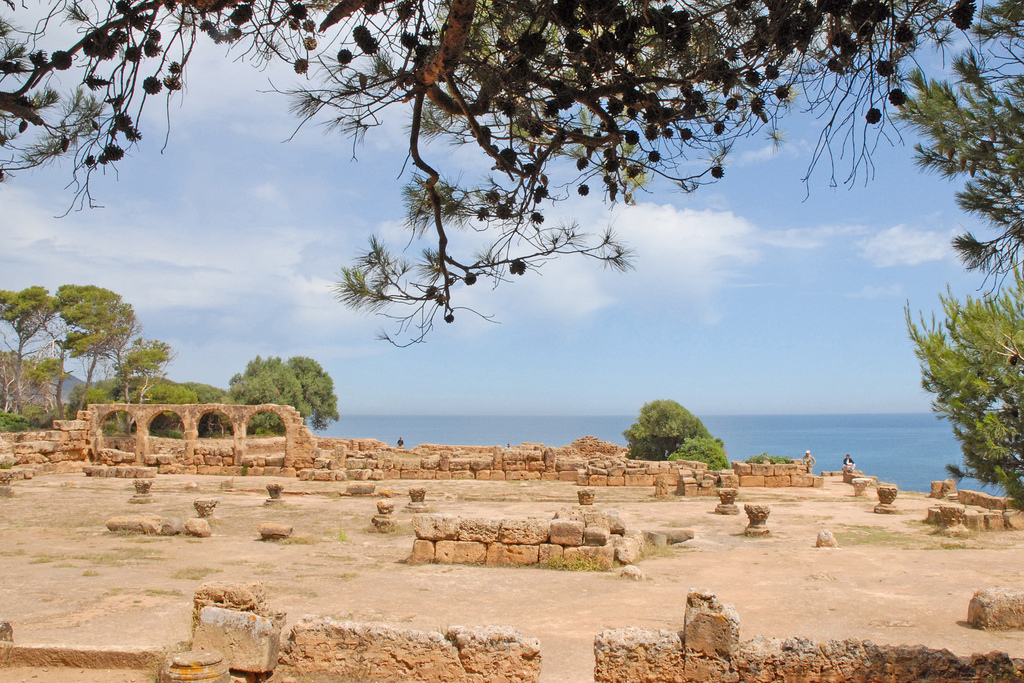
La grande basilica.

La diocesi di Tipasa di Mauritania (in latino Dioecesis Tipasitana in Mauretania) è una sede soppressa e sede titolare della Chiesa cattolica.

## Storia
Tipasa di Mauretania, il cui sito archeologico si trova nei pressi della città di Tipasa nell'odierna Algeria, è un'antica sede episcopale della provincia romana della Mauretania Cesariense.
Una comunità cristiana è esistita a Tipasa fin dagli inizi del III secolo come testimonia un'epigrafe del 238. La città ebbe anche una martire, Salsa, uccisa durante le persecuzioni di Diocleziano (inizio IV secolo).
Il sito archeologico ha evidenziato la presenza di almeno tre luoghi di culto cristiani. La basilica di Santa Salsa fu eretta in memoria della martire locale. La basilica detta del vescovo Alessandro venne eretta sul finire del IV secolo: in questa chiesa sono stati ritrovati nove sarcofagi di nove personaggi che Louis Duchesne chiama justi priores e che identifica con i vescovi predecessori di Alessandro, menzionato in un epitaffio metrico. Un mosaico della stessa basilica attribuisce ad Alessandro il titolo di santo. Nella stessa basilica è stata rinvenuta un'altra iscrizione, datata al IV secolo, con il nome del vescovo Renato.
Infine v'è quella che è chiamata la grande basilica, imponente edificio a nove navate con battistero e locali annessi, che è riconosciuta come la cattedrale dell'antica diocesi.
Le fonti documentarie attribuiscono a Tipasa due soli vescovi. Potenzio è menzionato in una lettera di Leone Magno verso il 446, dove tuttavia la sede di appartenenza del vescovo non è indicata. In questa lettera il pontefice affida a Potenzio il compito di condurre un’inchiesta disciplinare nella Mauritania Cesariense. Potenzio è identificato con l'omonimo vescovo conosciuto grazie a un'iscrizione in mosaico, datata al V secolo, trovata nella basilica di Santa Salsa, dove il vescovo, che contribuì ad abbellire la basilica, è commemorato come santo.
Il nome di Reparato appare al 99º posto nella lista dei vescovi della Mauritania Cesariense convocati a Cartagine dal re vandalo Unerico nel 484; Reparato era già deceduto all'epoca della redazione di questa lista.
Dal XVIII secolo Tipasa di Mauritania è annoverata tra le sedi vescovili titolari della Chiesa cattolica; dal 30 aprile 2002 il vescovo titolare è Timothy Joseph Carroll, S.M.A., già vicario apostolico di Kontagora.

## Cronotassi

### Vescovi residenti
- Renato † (IV secolo)
- Sant'Alessandro † (fine IV secolo)
- San Potenzio † (menzionato nel 446 circa)
- Reparato † (prima del 484)

### Vescovi titolari
- San Francisco Serrano Frías, O.P. † (22 settembre 1745 - 28 ottobre 1748 deceduto) (vescovo eletto)

- Jerônimo de São José, O.E.S.A. † (15 maggio 1752 - prima del 2 febbraio 1773 deceduto)
  - José Joaquim Justiniano Mascarenhas Castello Branco † (20 dicembre 1773[7])
- Joaquim da Souza Saraiva, C.M. † (20 agosto 1804 - 6 luglio 1808 succeduto vescovo di Pechino)
- Giuseppe Angelo di Fazio, O.F.M.Cap. † (26 aprile 1836 - 13 dicembre 1838 deceduto)
- Giuseppe Maria Bravi, O.S.B.Silv. † (3 agosto 1849 - 15 agosto 1860 deceduto)
- Aloys Elloy, S.M. † (11 agosto 1863 - 22 novembre 1878 deceduto)
- Ferenc Lichtensteiger † (13 maggio 1881 - 26 gennaio 1895[8] deceduto)
- Armand Olier, S.M. † (22 dicembre 1903 - 17 settembre 1911 deceduto)
- Henri Léonard, M.Afr. † (26 giugno 1912 - 15 maggio 1953 deceduto)
- Bernardin Gantin † (11 dicembre 1956 - 5 gennaio 1960 nominato arcivescovo di Cotonou)
- Francisco Xavier da Piedade Rebello † (15 novembre 1963 - 7 luglio 1975 deceduto)
- Étienne Nguyễn Như Thể † (7 settembre 1975 - 1º marzo 1998 nominato arcivescovo di Huê)
- Timothy Joseph Carroll, S.M.A., dal 30 aprile 2002